# Elmer H. Wene

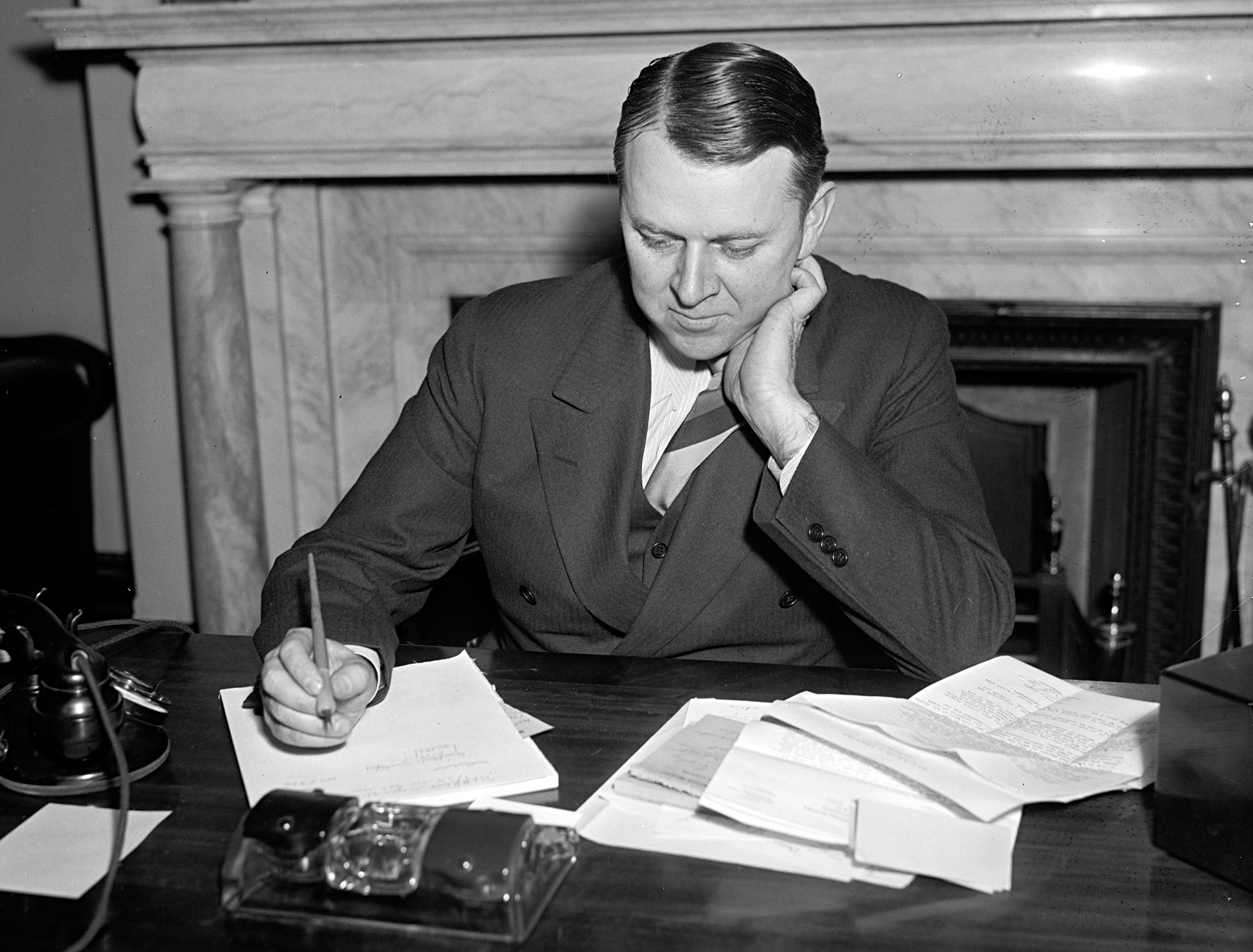
Elmer H. Wene (1937)

Elmer H. Wene (* 1. Mai 1892 bei Pittstown, Hunterdon County, New Jersey; † 25. Januar 1957 in Philadelphia, Pennsylvania) war ein US-amerikanischer Politiker. Zwischen 1937 und 1945 vertrat er zwei Mal den Bundesstaat New Jersey im US-Repräsentantenhaus.

## Werdegang
Elmer Wene besuchte die öffentlichen Schulen seiner Heimat und studierte danach an der Rutgers University in New Brunswick. Danach betätigte er sich in der Nähe von Vineland in der Landwirtschaft. Gleichzeitig begann er als Mitglied der Demokratischen Partei eine politische Laufbahn. Zwischen 1925 und 1934 gehörte Wene dem Landwirtschaftsausschuss von New Jersey an. Bei den Kongresswahlen des Jahres 1936 wurde er im zweiten Wahlbezirk seines Staates in das US-Repräsentantenhaus in Washington, D.C. gewählt, wo er am 3. Januar 1937 die Nachfolge von Isaac Bacharach antrat. Da er im Jahr 1938 dem Republikaner Walter S. Jeffries unterlag, konnte er bis zum 3. Januar 1939 zunächst nur eine Legislaturperiode im Kongress absolvieren, während der weitere New-Deal-Gesetze der Bundesregierung verabschiedet wurden.
Zwischen 1939 und 1941 gehörte Wene dem Kreisrat im Cumberland County an. Im Jahr 1940 wurde er erneut im zweiten Distrikt von New Jersey in den Kongress gewählt, wo er am 3. Januar 1941 Walter Jeffries wieder ablöste. Nach einer Wiederwahl im Jahr 1942 konnte er bis zum 3. Januar 1945 zwei weitere Legislaturperioden im US-Repräsentantenhaus verbringen, die von den Ereignissen des Zweiten Weltkrieges geprägt wurden. Im Jahr 1944 verzichtete Wene auf eine weitere Kandidatur. Stattdessen strebte er erfolglos die Wahl in den US-Senat an.
Nach dem Ende seiner Zeit im US-Repräsentantenhaus arbeitete Wene wieder in der Landwirtschaft. Dabei war er vor allem auf dem Gebiet der Geflügelzucht tätig. Außerdem leitete er 1945 in New Jersey zwei Rundfunkanstalten. Elmer Wene wurde auch Berater des US-Landwirtschaftsministeriums. Im Jahr 1946 wurde er in den Senat von New Jersey gewählt; 1947 gehörte er einer Kommission zur Überarbeitung der Staatsverfassung an. Im folgenden Jahr wurde er stellvertretender Landwirtschaftsminister unter Präsident Harry S. Truman. 1949 kandidierte Elmer Wene erfolglos für das Amt des Gouverneurs von New Jersey; ein Jahr später scheiterte eine weitere Kongresskandidatur. 1953 strebte er ebenso erfolglos die Nominierung seiner Partei für die Gouverneurswahlen an. Er starb am 25. Januar 1957 in Philadelphia.